# Senador Canedo (ort)
Senador Canedo är en ort i Brasilien.   Den ligger i kommunen Senador Canedo och delstaten Goiás, i den sydöstra delen av landet, 160 km sydväst om huvudstaden Brasília. Senador Canedo ligger 800 meter över havet och antalet invånare är 61 800.
Terrängen runt Senador Canedo är lite kuperad. Runt Senador Canedo är det ganska tätbefolkat, med 116 invånare per kvadratkilometer.. Närmaste större samhälle är Goiânia, 17,4 km väster om Senador Canedo.
Omgivningarna runt Senador Canedo är huvudsakligen savann.